# Karlby Sogn
Karlby Sogn er et sogn i Norddjurs Provsti (Aarhus Stift).
I 1800-tallet var Voldby Sogn anneks til Karlby Sogn. Begge sogne hørte til Djurs Nørre Herred i Randers Amt. Karlby-Voldby sognekommune blev ved kommunalreformen i 1970 indlemmet i Nørre Djurs Kommune, som ved strukturreformen i 2007 indgik i Norddjurs Kommune.
I Karlby Sogn ligger Karlby Kirke.
I sognet findes følgende autoriserede stednavne:
- Karlby (bebyggelse, ejerlav)
- Karlby Klint (areal)